# Gornja Rijeka
Gornja Rijeka è un comune della Croazia di 2 035 abitanti della regione di Koprivnica e Križevci.